# Ligyra tantalus
Ligyra tantalus är en tvåvingeart som först beskrevs av Fabricius 1794.  Ligyra tantalus ingår i släktet Ligyra och familjen svävflugor. Inga underarter finns listade i Catalogue of Life.